# 克克
克克（1976年8月—），藏族，四川九寨沟人，中国政治人物。1997年11月加入中国共产党，1998年9月参加工作。曾任共青团四川省委副书记、四川省巴中市副市长。2020年1月任湖北省随州市市长。